# Nala e Damayanti
Nala e Damayanti, Op. 47 (in russo Наль и Дамаянти?), è un'opera in tre atti di Anton Stepanovič Arenskij.

## Storia della composizione
Il libretto fu scritto da Modest Il'ič Čajkovskij, fratello di Pëtr, ed era basato sul poema omonimo di Vasilij Andreevič Žukovskij, a sua volta derivato da un episodio dell'antico poema epico indiano Mahābhārata. L'opera fu dedicata al principe Vjačeslav Nikoalevič Tenišev e venne rappresentata per la prima volta al teatro Bol'šoj di Mosca il 9 gennaio 1904.

## Trama
L'azione ha luogo in un tempo indefinito in India.

### Atto I

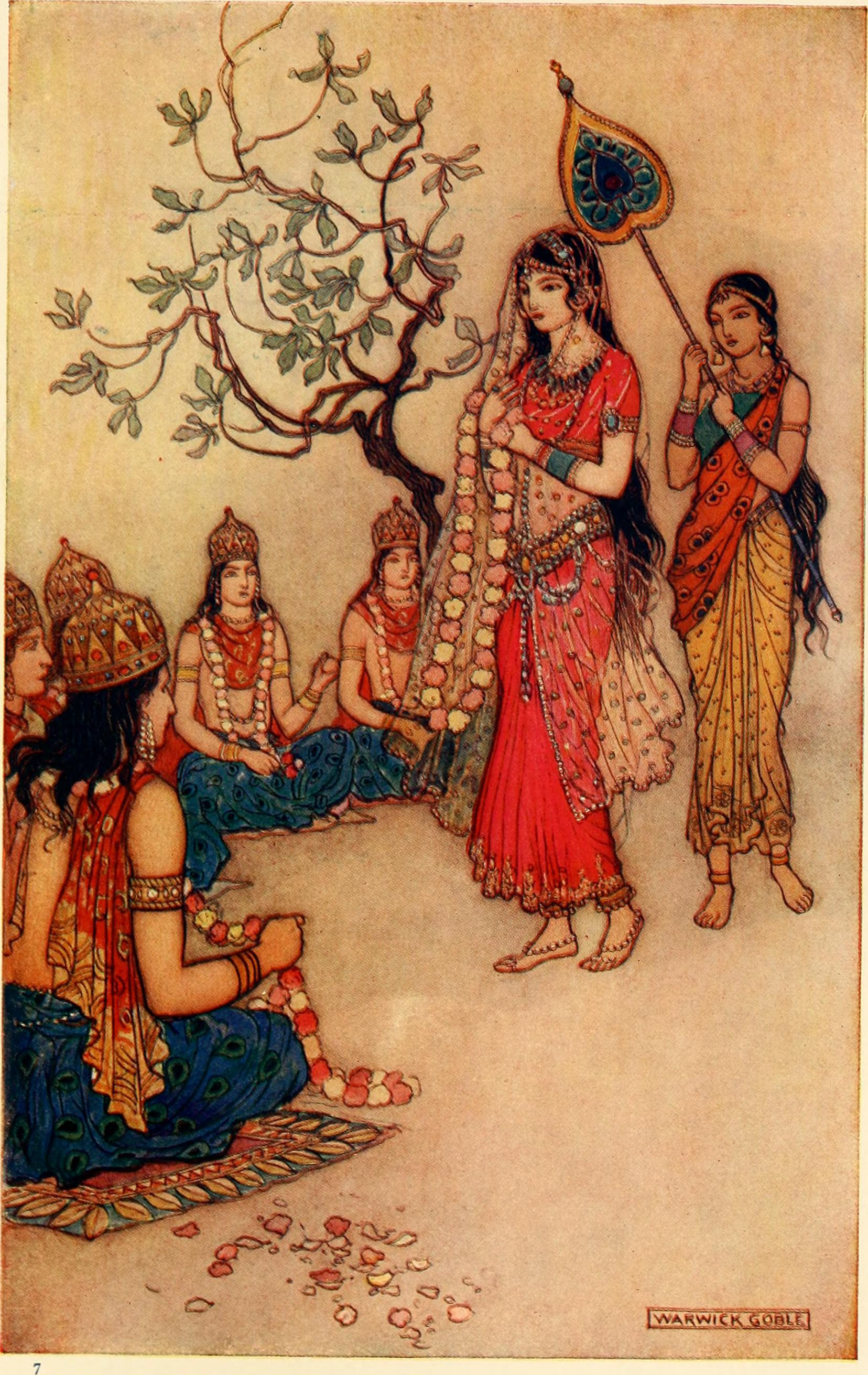
Damayanti sceglie il marito, illustrazione di Warwick Goble, tratta da Indian Myth and Legend (1913).

Scena prima Nei lussuosi giardini presso il palazzo del re Bhima. La bellissima Damayanti, figlia del re fa un sogno meraviglioso: un'oca d'oro volata le dice che non c'è nessuno al mondo più bello e migliore di Nala, re di Nishadha. Il cuore della principessa si accende d'amore per Nala, solo lui sogna e aspetta. E ora, illuminato dalla luce del cielo, appare Nala, che annuncia alla principessa che quattro grandi dei sono scesi dal cielo sulla terra e le appariranno davanti: Damayanti dovrà scegliere uno di loro come sposo. Ma la ragazza è indifferente agli dei: la sua anima è colma di amore per Nala.
Scena seconda Nelle sale del re Bhima. Il vecchio re celebra solennemente il fidanzamento di sua figlia. Tra i pretendenti compaiono dei bei giovani: essi sono Nala e le quattro divinità che hanno preso le sue sembianze. Damayanti si rivolge agli dei, chiedendo loro di svelarle chi sia il prescelto del suo cuore. Le stelle si illuminano sopra le teste degli dei, rivelando così il vero Nala. La principessa si avvicina al suo amato e gli porge una ghirlanda. Tutti benedicono e salutano gli sposi. Il dio infernale Kali è adirato per la scelta fatta dalla principessa: è deciso di prenderla per sé e giura di vendicarsi del suo rivale.

### Atto II
Scena prima Nel palazzo di re Nala. L'alba sta arrivando. Kali è indignato: sono passati sei anni e non ha ancora portato a termine la sua vendetta. Ma ora il suo piano sta per realizzarsi: Nala ha dimenticato di eseguire il rito della santa abluzione e così il dio malvagio ha in suo potere sul peccatore. Sotto forma di fachiro errante, Kali offre al re una coppa di vino incantato. Intossicato dalla pozione, Nala gioca a dadi con il suo fratellastro Pushkara e perde tutti i suoi gioielli, e poi la corona ed il regno. Nala, che è diventato un mendicante, va in esilio. Damayanti rinuncia al trono per seguire il suo amato sposo.

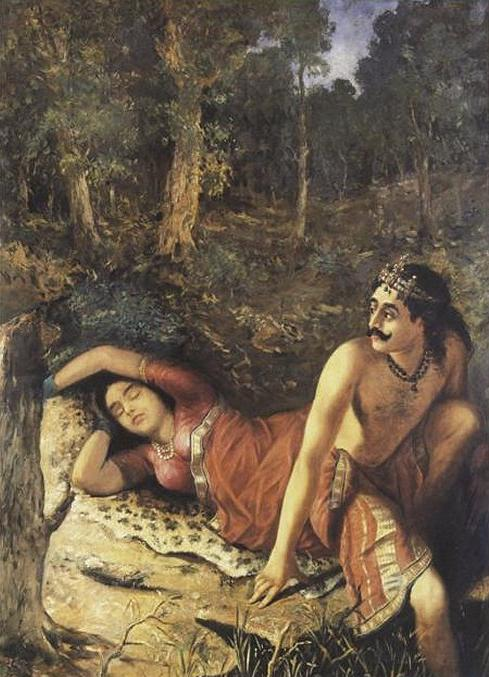
Nala abbandona Damayanti.

Scena seconda In una radura di una foresta, di sera. Damayanti consola lo stanco Nala con un'affettuosa ninna nanna, poi si addormenta lei stessa. Obbedendo al malvagio Kali, Nala abbandona Damayanti, che al risveglio è inorridita e non crede che suo marito possa averla lasciata sola nella foresta. Kali, che ha assunto le sembianze di un giovane affascinant, vuole impossessarsi della donna indifesa. Gli dei salvano Damayanti e la portano al palazzo di suo padre.

### Atto III
Scena prima In un terreno roccioso all'alba. Kerkota, il re dei serpenti, è incatenato a una roccia. Nala lo libera e Kerkota, come ricompensa, lo solleva dal potere del dio malvagio. Nala assume le sembianze di Bahuka, un guerriero del re Rituparna.
Scena seconda Nella piazza antistante il palazzo del re Bhima. Con l'aiuto del re Rituparna e del suo guerriero Bahuka, Bhima ha sconfitto Pushkara. Il popolo saluta i vincitori. Damayanti, desiderosa di ricongiungersi a Nala, ne sente la presenza vicino. Rivolgendosi agli dei, li supplica di rivelarle il suo amato marito. Nala riprende le sue vere sembianze. Damayanti è felice. Un coro di spiriti celesti canta la loro unione ritrovata.